# Sushi EP
Sushi EP è il primo EP del rapper italiano Bassi Maestro.
Uscito il 13 novembre 2007, rappresenta il primo disco di rap italiano che non viene distribuito con convenzionali canali di distribuzione ma è stato distribuito tramite il download digitale in internet. L'EP contiene sei tracce inedite più le rispettive basi e una a cappella; in questo lavoro Bassi lavora quasi interamente senza aiuti fatta eccezione per la canzone Cockdiesel che contiene scratch di DJ Double S.

## Tracce
1. La verità – 3:41
2. Ragazzi seri – 3:51
3. Sushi bar – 3:37
4. Cockdiesel (feat. DJ Double S) – 3:25
5. Ho un amico – 3:59
6. Cosa ti aspettavi? – 3:36
7. La verità (strumentale) – 3:39
8. Ragazzi seri (strumentale) – 3:51
9. Sushi bar (strumentale) – 3:40
10. Ho un amico (strumentale) – 3:54
11. Sushi bar (a cappella) – 3:15